# Johann von Dallwitz
Johann (Hans) Nikolaus Michael Louis von Dallwitz (Breslau, 29 september 1855 - landgoed Bossee bij Westensee, 2 augustus 1919) was een Duits politicus.
Hij bezocht het gymnasium te Dresden en studeerde vervolgens rechten. Daarna was hij in dienst bij de Pruisische overheid. Hij was van 1887 tot 1899 districtscommissaris van Lüben en van 1893 tot 1899 lid van het Pruisische Huis van Afgevaardigden. In 1899 werd hij Regierungsrat in Posen, in 1902 staatsminister van Anhalt en in 1901 eerste president van de provincie Silezië. Van 1910 tot 1914 was hij Pruisisch minister van Binnenlandse Zaken. Deze functie legde hij neer na een conflict over zijn conservatieve denkbeelden.
In 1914 werd hij door keizer Wilhelm II als opvolger van Karl von Wedel tot rijksstadhouder van Elzas-Lotharingen benoemd. Daar wees hij de grondwet van 1911 af en trachtte hij een vereniging met Pruisen te bewerkstelligen. De Eerste Wereldoorlog voorkwam echter een verdere escalatie van het conflict tussen Elzas-Lotharingen en Pruisen (zie ook: Zabern-affaire). Hij stierf op 2 augustus 1919.
- Gemeinsame Normdatei: 117617253
- International Standard Name Identifier: 0000 0003 6946 7146
- Virtual International Authority File: 40160537
- WorldCat: E39PBJy48pBrvtYrHdQhbCyKh3

Friedrich von Schuckmann · Gustav von Brenn · Gustav Adolf Rochus von Rochow · Adolf Heinrich von Arnim-Boitzenburg · Ernst von Bodelschwingh-Velmede · Alfred von Auerswald · Friedrich von Kühlwetter · Franz August Eichmann · Otto Theodor von Manteuffel · Ferdinand von Westphalen · Eduard Heinrich von Flottwell · Maximilian von Schwerin-Putzar · Gustav Wilhelm von Jagow · Friedrich Albrecht zu Eulenburg · Botho zu Eulenburg · Robert von Puttkamer · Ludwig Herrfurt · Botho zu Eulenburg · Ernst von Koeller · Eberhard Recke von der Horst · Georg von Rheinbaben · Hans von Hammerstein-Loxten · Theobald von Bethmann Hollweg · Friedrich von Moltke · Johann von Dallwitz · Friedrich Wilhelm von Loebell · Bill Drews · Carl Severing · Albert Grzesinski · Heinrich Waentig · Carl Severing · Franz Bracht · Hermann Göring